# Csaba Gy. Kiss
Csaba György Kiss (ur. 2 kwietnia 1945 w Budapeszcie, zm. 23 lipca 2025) – węgierski literaturoznawca, historyk kultury, profesor uniwersytecki. Współzałożyciel Węgierskiego Forum Demokratycznego.

## Życiorys

### Wykształcenie i kariera naukowa
W 1968 r. ukończył studia na Wydziale Humanistycznym Uniwersytetu Loránda Eötvösa, w latach 1974–1980 pracował jako dziennikarz. Do roku 1995 był wykładowcą Zakładu Historii Kultury na Wydziale Humanistycznym Uniwersytetu im. Eötvös Loránda. Był członkiem wspólnej polsko-węgierskiej komisji historyków oraz komisji węgiersko-słowackiej. Naukowo zajmował się głównie Europą Środkową, w tym przede wszystkim literaturą, stosunkami społecznymi oraz kulturą Polski i Słowacji. Członek Rady Naukowej Europejskiej Sieci Pamięć i Solidarność.
Mówił po polsku, francusku, słowacku, chorwacku i niemiecku.
Wykładowca gościnny:
- Uniwersytet w Zagrzebiu, 1999–2004
- Uniwersytet Konstantyna (Nitra), 2005–2007
- Uniwersytet Karola (Praga), 2007–2010
- Uniwersytet Warszawski, od 2011

### Kariera polityczna
W 1987 r. był jednym z założycieli Węgierskiego Forum Demokratycznego. W latach 1988–1989 był jego prezydentem, w latach 1989–1993 członkiem zarządu oraz od 1990 r. członkiem prezydium. Po 1993 r. pozostał członkiem Forum.

## Wybrane publikacje
- Dziennik polski 1980-82, Poznań 1990.
- Polskie lato, węgierska jesień: polsko-węgierska solidarność w latach 1956–1990, Budapeszt 1997.
- Węgry – Polska w Europie Środkowej: historia – literatura: księga pamiątkowa ku czci profesora Wacława Felczaka (red.), Kraków 1997.
- Strażnik pamięci w czasach amnezji: Węgrzy o Herbercie (wybór), Warszawa 2008.
- Lekcja Europy Środkowej: eseje i szkice (red.), Kraków 2009.
- Tam na Północy: węgierska pamięć polskiego Września, Warszawa 2009.

- Adatlapja az ELTE BTK Történelem Szakos Portálon. tortenelemszak.elte.hu. [zarchiwizowane z tego adresu (2010-06-04)].
- Biogram na stronie Europejskiej Sieci Pamięć i Solidarność